# ISO 3166-2:CL
ISO 3166-2:CL is een ISO-standaard met betrekking tot de zogenaamde geocodes. Het is een subset van de ISO 3166-2 tabel, die specifiek betrekking heeft op Chili. 
De gegevens werden tot op 26 november 2018 geüpdatet op het ISO Online Browsing Platform (OBP). Hier worden 16 regio’s - region (en) / région (fr) / región (es) - gedefinieerd.
Volgens de eerste set, ISO 3166-1, staat CL voor Chili, het tweede gedeelte is een tweeletterige code.

## Codes
| Code  | Naam                                      | Locale variante |
| ----- | ----------------------------------------- | --------------- |
| CL-AI | Aisén del General Carlos Ibañez del Campo | Aysén, Aisén    |
| CL-AN | Antofagasta                               |                 |
| CL-AP | Arica y Parinacota                        |                 |
| CL-AT | Atacama                                   |                 |
| CL-BI | Biobío                                    |                 |
| CL-CO | Coquimbo                                  |                 |
| CL-AR | La Araucanía                              |                 |
| CL-LI | Libertador General Bernardo O'Higgins     | O'Higgins       |
| CL-LL | Los Lagos                                 |                 |
| CL-LR | Los Ríos                                  |                 |
| CL-MA | Magallanes                                |                 |
| CL-ML | Maule                                     |                 |
| CL-NB | Ñuble                                     |                 |
| CL-RM | Región Metropolitana de Santiago          |                 |
| CL-TA | Tarapacá                                  |                 |
| CL-VS | Valparaíso                                |                 |